# Danish Design Centre

Stoelen tentoongesteld in het DDC

Het Dansk Design Center (DDC), internationaal bekend als Danish Design Centre, is een semioverheidsinstelling in de Deense hoofdstad Kopenhagen die zich bezighoudt met het bevorderen van Danish design, een verzamelterm voor Deense vormgeving, waaronder industriële vormgeving en modeontwerp.

## Opzet en doelstelling
Het centrum werd geopend in 1978 door Designrådet (de Deense Designraad), die het nog steeds beheert. Beschermheer is kroonprins Frederik van Denemarken. Het DDC wordt voor ongeveer de helft gefinancierd door overheidsgeld en voor de andere helft door commerciële activiteiten. De omzet in 2010 bedroeg ongeveer 51 miljoen kronen (6,8 miljoen euro). Er werkten toen zo'n 50 mensen.
Het doel van het centrum is om het gebruik van design in het bedrijfsleven te bevorderen en om de interesse en kennis van Deens design in binnen- en buitenland te promoten, door onder meer conferenties, workshops en andere evenementen. Tot 2013 had DDC ook een museale functie, maar die moest in dat jaar wegens bezuinigingen worden afgestoten. Er werden ook tijdelijke tentoonstellingen gehouden, vaak meerdere tegelijk. De permanente collectie bestaat uit werk van bekende Deense en buitenlandse ontwerpers.

## Designprijzen
In 2008 stichtte het DDC de non-profitorganisatie INDEX, die sinds 2009 om het jaar de INDEX: Award-designprijzen uitreikt in vijf verschillende categorieën. Deze prijzen hebben het hoogste prijsgeld — €100,000 per categorie, in totaal €500,000 — van alle designprijzen ter wereld.

## Huisvesting
Het centrum was sinds 2000 gevestigd aan H.C. Andersens Boulevard tegenover pretpark Tivoli, in Industriens Hus ontworpen door de architect Henning Larsen. Sinds 2015 was het gevestigd in Fæstningens Materialgård, aan Frederiksholms Kanal. In 2018 verhuisde het DDC, samen met het Dansk Arkitektur Center, naar het cultureel centrum BLOX.